# Белвезе (Лозер)
Белвезе (фр. Belvezet) насеље је и општина у јужној Француској у региону Лангдок-Русијон, у департману Лозер која припада префектури Манд.
По подацима из 2011. године у општини је живело 93 становника, а густина насељености је износила 7,51 становника/km². Општина се простире на површини од 12,39 km². Налази се на средњој надморској висини од 1 197 метара (максималној 1.497 m, а минималној 1.156 m).

## Демографија
| 1962. | 1968. | 1990. | 1999. | 2011. |
| ----- | ----- | ----- | ----- | ----- |
| 133   | 127   | 79    | 81    | 93    |

График промене броја становника у току последњих година